# Priero
Priero é uma comuna italiana da região do Piemonte, província de Cuneo, com cerca de 441 habitantes. Estende-se por uma área de 20 km², tendo uma densidade populacional de 22 hab/km². Faz fronteira com Castelnuovo di Ceva, Ceva, Montezemolo, Murialdo (SV), Perlo, Sale delle Langhe.

## Demografia
| Variação demográfica do município entre 1861 e 2011                               |
|                                                                                   |
| Fonte: Istituto Nazionale di Statistica (ISTAT) - Elaboração gráfica da Wikipedia |